# Bolbaffer mozambiquensis
Bolbaffer mozambiquensis är en skalbaggsart som beskrevs av Gussmann och Clarke H. Scholtz 2001. Bolbaffer mozambiquensis ingår i släktet Bolbaffer och familjen Bolboceratidae. Inga underarter finns listade.